# هولوهازا
هولوهازا (به مجاری:  Hollóháza) یک منطقهٔ مسکونی در مجارستان است که در بورشود-آبااوی-زمپلن واقع شده‌است. هولوهازا ۲٫۳۶ کیلومتر مربع مساحت و ۸۲۱ نفر جمعیت دارد.